# Cantharellus cibarius
Cantharellus cibarius (conhecida por canário ou rapazinhos) é um fungo que pertence ao gênero de cogumelos Cantharellus na ordem Cantharellales. Com uma ampla distribuição em vários continentes, foi descrito cientificamente pelo micologista sueco Elias Magnus Fries em 1821.
Conhecidas por cantarelas, têm cor amarelo canário, aparecem entre a camada superficial de folhas associada a quase todos os tipos de floresta.